# Johann Melchior von Killinger
Johann Melchior  Killinger, seit 1737 Freiherr von Killinger (* 6. Februar 1689 in Oettingen in Bayern; † 5. Juli 1747 in Külsheim im Main-Tauber-Kreis) war Oberkriegskommissar in herzoglich-württembergischen Diensten.

## Leben
Johann Melchior Killinger wurde als Sohn des Ludwig Killinger (1659–1728) geboren. Dieser war der Ahnherr der späteren freiherrlichen Linien des Familienstammes und mit Elisabeth Jacker (1658–1702) verheiratet. Die Ehe brachte elf Kinder. In einer weiteren Ehe mit Maria Susanna Stahl (1669–1752) wurden zwei Kinder geboren. Die Herkunft der Killinger-Familie wird in den Quellen unterschiedlich beurteilt.
Nach der Schulausbildung stand er zunächst als Kastner in Külsheim in Diensten des Markgrafentums Brandenburg-Ansbach, bevor er am 16. November 1727 herzoglich württembergischer 
Oberkriegskommissar wurde. In dieser Funktion war er für die Verpflegung der Truppen sowie Beschaffung und Transport der Vorräte verantwortlich.
1736 kam die Ortschaft Eschenau samt Schloss, die dem Ritterkanton Kraichgau aus dem schwäbischen Ritterkreis inkorporiert war, an Johann Melchior. Dadurch wurde er Mitglied der schwäbischen Reichsritterschaft.
Unter dem Markgrafen Karl Wilhelm Friedrich wurde er 1730 Obermarschkommissar. In dieser Funktion war er für die Festlegung der Routen der marschierenden Truppen sowie deren Einquartierung verantwortlich.

### Umbau des Schlosses Eschenau

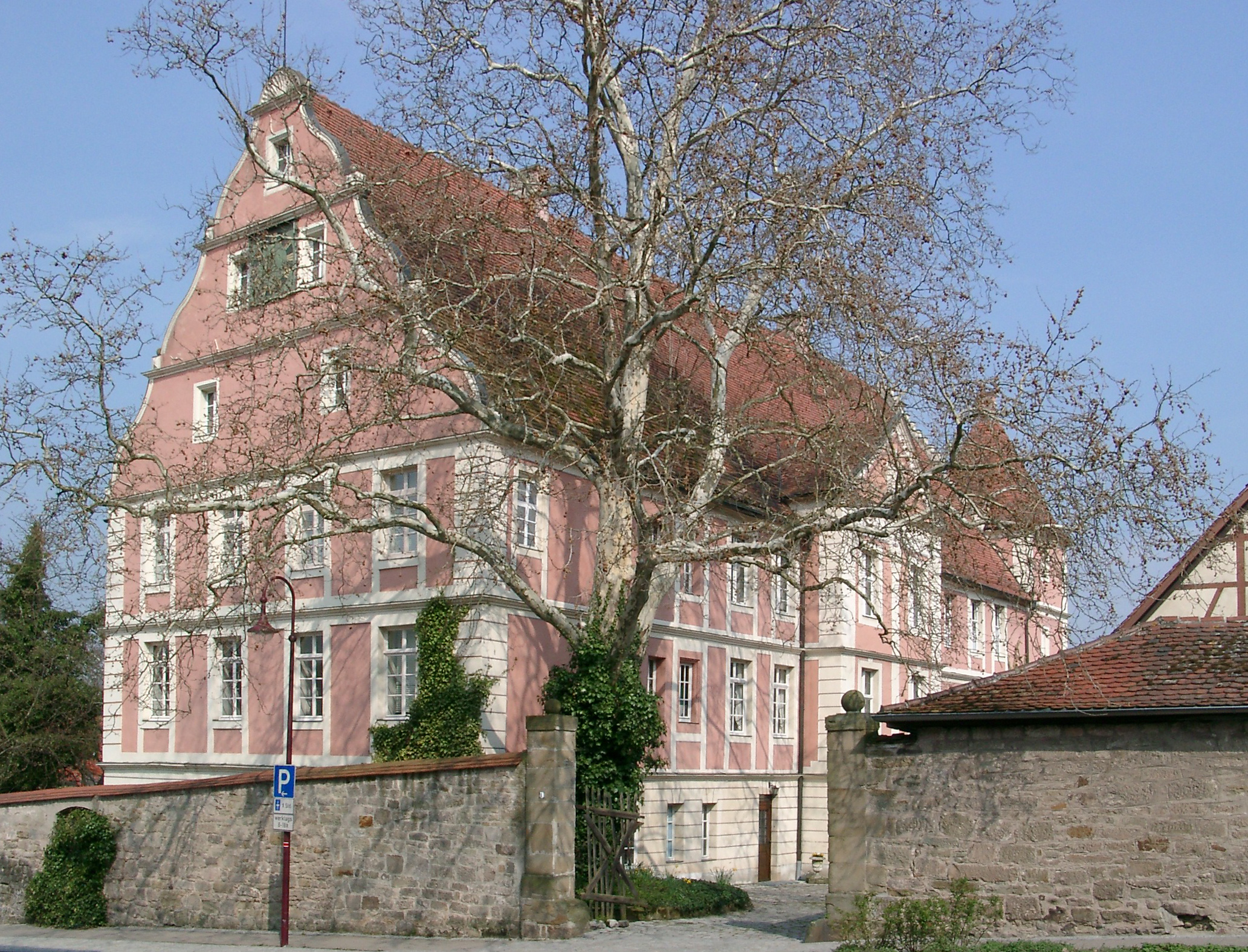
Schloss Eschenau, Umbau durch Johann Melchior von Killinger im Jahre 1745

1736 erwarb Johann Melchior das Schloss  Eschenau, das er 1745 nach Entwürfen von Leopoldo Retti unter Leitung von Georg Philipp Wenger im Rokoko-Stil umbauen ließ.

## Auszeichnungen
- Erhebung in den Reichsadelsstand durch Kaiser Karl VI. am  26. Mai 1737.[5]

Johann Melchior starb unverheiratet. Testamentarischer Erbe wurde sein Bruder Georg Friedrich. Er war auch sein Nachfolger in den militärischen Ämtern und ließ ihn am 9. Juli 1747 in der Gruft der alten Kirche in Eschenau bestatten. Am 7. Februar 1755 fand er in der Gruft der Wendelinskirche (Eschenau), die Georg Friedrich hatte neu errichten lassen, seine letzte Ruhestätte. Durch ein Vermächtnis hatte Johann Melchior 2000 Gulden gestiftet, die zum Neubau der Kirche Verwendung fanden.

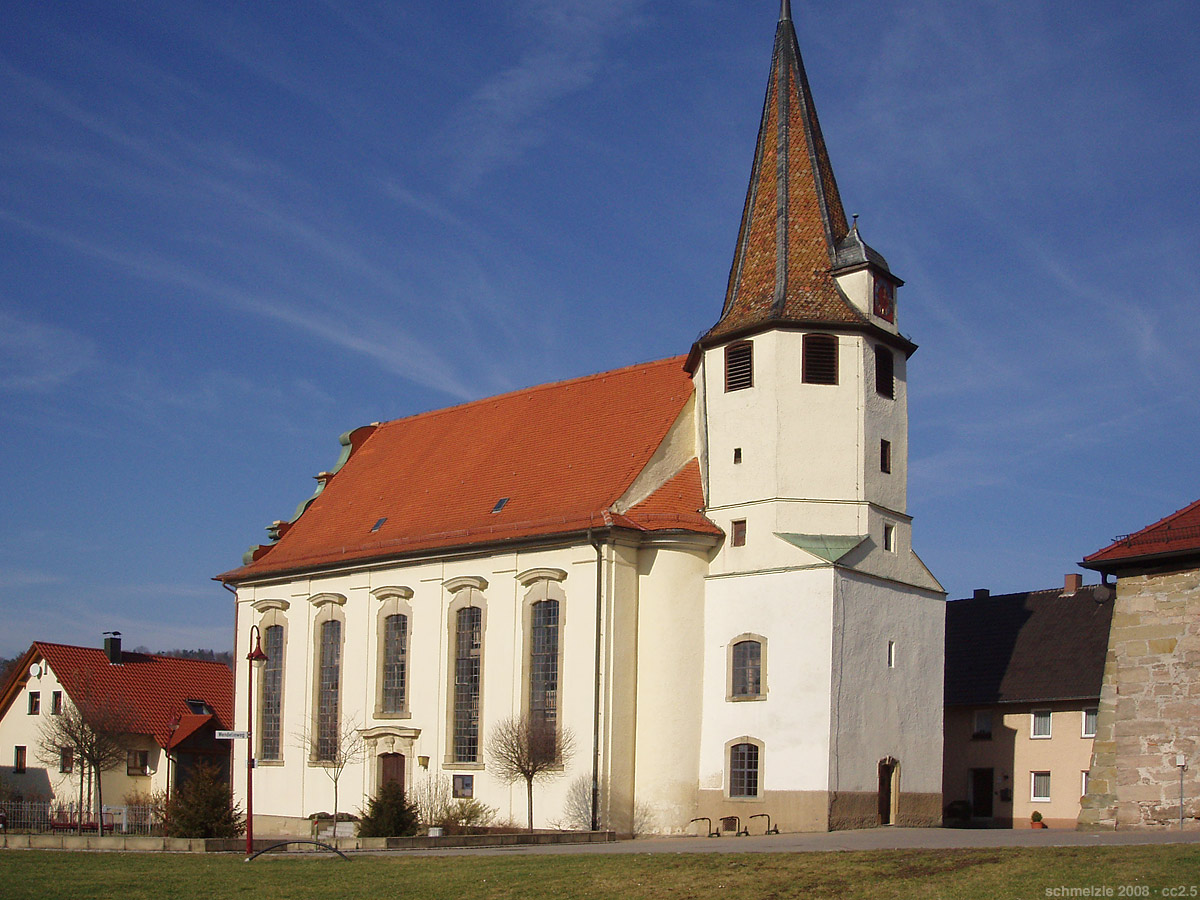
Wendelinskirche in Eschenau, Begräbnisstätte Killingers

Über seinen Besitz hatte Johann Melchior ein Fideikommiss errichtet.